# Pjegasti dvornik
Pjegasti dvornik (buhin dvornik, vodena paprika, lat. Persicaria maculosa) jednogodišnja širokolisna dvosupnica iz porodice dvornikovki, ali ne pripada rodu dvornik, kako joj glasi ime, nego je nekada bila uključivana u rod Polygonum pod imenom Polygonum persicaria. To je biljka s ružičastim, zelenobijelim ili crvenkastim cvjetovima skupljenim u grozd na vrhu stabljike, koja naraste od 30 do 80 cm. Cvjeta od srpnja do rujna. 
U poljoprivredi je smatraju za korov koja raste po livadama, pašnjacima, plodnim oranicama i ruderalnim staništima. 

## Podvrste
- Persicaria maculosa var. amblyophylla (H.Hara) Yonek.

## Sinonimi
- Persicaria dolichopoda (Ohki) Nakai
- Persicaria fallax Greene
- Persicaria fusiformis (Greene) Greene
- Persicaria granulata Greene
- Persicaria incana Gray
- Persicaria interrupta Gray
- Persicaria lorinseri Opiz
- Persicaria mitis Delarbre
- Persicaria opaca (Sam.) Koidz.
- Persicaria persicaria (L.) Small
- Persicaria pusilla Gray
- Persicaria rivularis Opiz
- Persicaria salicifolia Gray
- Persicaria vulgaris Webb & Moq.
- Peutalis persicaria (L.) Raf.
- Polygonum albescens Gand.
- Polygonum arnassense Gand.
- Polygonum biforme Wahlenb.
- Polygonum camptocladum Gand.
- Polygonum caniusculum Gand.
- Polygonum debilius Gand.
- Polygonum elatiusculum Gand.
- Polygonum erythrocladum Gand.
- Polygonum fusiforme Greene
- Polygonum hirtovaginum Gand.
- Polygonum humifixum Gand.
- Polygonum ilophilum Gand.
- Polygonum intermixtum Gand.
- Polygonum interruptellum Gand.
- Polygonum lacunosum Gand.
- Polygonum lamellosum Gand.
- Polygonum longipilum Gand.
- Polygonum lorinseri Opiz
- Polygonum lugdunense Gand.
- Polygonum millepunctatum Gand.
- Polygonum niloticum Meisn.
- Polygonum nisus Gand.
- Polygonum opacum Sam.
- Polygonum orthocladum Gand.
- Polygonum ovatolanceolatum Gand.
- Polygonum pallidiflorum Gand.
- Polygonum persicaria L.
- Polygonum persicaria f. angustifolium Beckh.
- Polygonum praelongum Gand.
- Polygonum rhombaeum Gand.
- Polygonum rubelliflorum Gand.
- Polygonum rufescens Gand.
- Polygonum subcanum Gand.
- Polygonum subsimplex Gand.
- Polygonum vernum Raf.